# Edith Kemp-Welch
Edith Mary Kemp-Welch (1870–1941) foi uma artista britânica, conhecida como retratista.

## Biografia
Edith Kemp-Welch cresceu em Bournemouth e frequentou a Bournemouth School of Art antes, em 1892, de entrar para a escola de arte estabelecida por Hubert von Herkomer em Bushey, em Hertfordshire. Ela continuou a viver em Bushey quando a sua irmã mais velha, Lucy Kemp-Welch, assumiu a direcção da escola. Entre 1898 e 1940 Edith Kemp-Welch expôs um total de 29 pinturas, na sua maioria retratos, mas também com uma paisagem, na Royal Academy de Londres. Durante a Primeira Guerra Mundial ambas as irmãs produziram cartazes de recrutamento para o esforço de guerra britânico. O cartaz criado por Edith Kemp-Welch trazia uma imagem da Britannia com o slogan "Remember Scarborough! Enlist Now", uma referência ao ataque em tempo de guerra em Scarborough. As obras de Kemp-Welch são mantidas pelo Imperial War Museum em Londres e pelo Bushey Museum and Art Gallery. ⁣